# Sd.Kfz.254
Mittlerer Gepanzerter Beobachtungskraftwagen Sd.Kfz.254 – niemiecki kołowo-gąsienicowy pojazd obserwacyjny artylerii z okresu II wojny światowej.

## Historia
Pojazd został skonstruowany w roku 1937 w austriackiej firmie Saurer. W roku 1938 został wprowadzony do uzbrojenia armii austriackiej, pod oznaczeniem RR-7. Po zajęciu Austrii, zostały przyjęte na uzbrojenie armii niemieckiej. Były używane jako transportery i lekkie pojazdy obserwacyjne artylerii.
Wyprodukowano 128 pojazdów.